# Clostridium paraputrificum
Espèce
Clostridium paraputrificum est un bacille anaérobie sporulé, à Gram positif, appartenant au genre Clostridium.
Comme toutes les bacilles du genre Clostridium, elle est largement présente dans l'environnement (dans le sol et l'eau) et dans l'appareil digestif de l'être humain et des animaux. Plus rare que Clostridium perfringens, Clostridium botulinum, Clostridium tetani et Clostridium difficile, elle est estimée représenter 1 % des infections clostridiales. Ce pathogène est associé à l'infection pédiatrique (sepsis) et à la bactériémie, à l'entérocolite nécrosante adulte et néonatale, à l'ostéomyélite, à l'abcès à pyogènes du foie, à la pneumonie d'aspiration et à la nécrose du côlon,.